# Apenniniske halvø
Apenniniske halvø, eller den italienske halvø, er en støvleformet halvø som ligger i Middelhavet og udgør størstedelen af Italien. På halvøen ligger også de selvstændige stater Vatikanstaten og San Marino.
Halvøen har fået sit navn fra bjergkæden Apenninerne, som strækker sig gennem hele halvøen. Det højeste bjerg er Corno Grande. Halvøen omgives af det Liguriske Hav og Tyrrhenske Hav i vest; det Ioniske Hav i sydøst og Adriaterhavet i øst. 
Temperaturen kan variere kraftigt mellem den sydlige og den nordlige del af halvøen: Temperaturen kan være helt ned i -15oC længst i nord, mens der er plusgrader i syd.
42°N 14°Ø / 42°N 14°Ø